# Капінус Віталій Олександрович
Віталій Олександрович Капінус (нар. 15 травня 1974, Дніпропетровськ, УРСР) — український футболіст, воротар.

## Життєпис
Вихованець дніпропетровського училища олімпійського резерву (УОР). Перший тренер — Віталій Барсуков.
У 1992 році потрапив e «Металург» з міста Лутугиного, команда виступала в аматорському чемпіонаті України, в складі «Металурга» Віталій провів 3 матчі. Влітку 1993 року перейшов у луганське «Динамо». У складі команди у Другій лізі України дебютував 30 серпня 1993 року в домашньому матчі проти херсонського «Кристалу» (3:0), Вийшов на 83-й хвилині замість Віктора Чучмана. Всього за «Динамо» виступав протягом двох сезонів і зіграв у 42 матчах чемпіонату. У першому сезоні в команді він поступався місцем в основі Геннадію Чернікову, в сезоні 1994/95 років разом з клубом став бронзовим призером другої ліги.
Влітку 1995 року перейшов у маріупольський «Металург». Разом з командою пройшов шлях від другої ліги до Вищої. У сезоні 1995/96 років став переможцем другої ліги, наступного сезону став бронзовим призером Першої ліги України і вийшов разом з «Металургом» у Вищу лігу. У Вищій лізі дебютував 9 липня 1997 року на домашньому матчі проти донецького «Шахтаря» (0:5).
Влітку 1998 року перейшов в луганську «Зорю», яка виступала у Другій лізі. У команді провів півроку й зіграв 12 матчів, в яких пропустив 6 м'ячів. Другу частину сезону провів у складі клубу «Одеса» й зіграв у 2 матчах. У 1999 році був у складі одеського «Чорноморця-2», зіграв у 8 матчач і пропустив 13 м'ячів. Після цього виступав у шимкентському «Синтезі» й зіграв у чемпіонаті Казахстану 2 матчі. У 2000 році грав в аматорській команді «Еллада-Енергія» з Луганська. У 2001 році в складі луганського «Шахтаря» став переможцем аматорського чемпіонату України. У сезоні 2002/03 років «Шахтар» виступав у другій лізі і став срібним призером турніру, поступившись лише луганської «Зорі». Капінус в цьому сезоні зіграв у 26 матчів і пропустив 15 м'ячів.
У 2003 році грав у свердловському «Шахтарі», в складі команди в аматорській першості провів 2 матчі. Другу половину сезону 2003/04 провів в «Авангард-Інтері» у Другій лізі й зіграв у 14 поєдинках. Влітку 2004 року перейшов у клуб «Молнія» з Сєвєродонецька та виступав за клуб протягом сезону 2004/05 років, Капінус зіграв у 21 матчі. Наступний сезон 2005/06 провів у складі ялтинського «Ялоса» у Другій лізі. Клуб проіснував всього один сезон, в якому посів високе 4 місце, Капінус у команді був основним воротарем й провів 25 поєдинків, в яких пропустив 23 м'ячі.
У 2006 році допоміг свердловському «Шахтарю» виграти аматорський чемпіонат і стати учасником Другої ліги. У сезоні 2007/08 років Капінус провів 24 матчі. Влітку 2008 року перейшов у «Фенікс-Іллічовець» з Калініного, де головним тренером був Олександр Гайдаш, знайомий Віталію по роботі в «Ялосі». 31 серпня 2008 року в виїзному матчі проти «Кримтеплиці» (2:2), Капінус пропустив один з найшвидших голів в історії світового футболу, після удару з центру поля Романа Войнаровського на 3,5 секунді матчу. У «Феніксі» Віталій Капінус провів півроку і зіграв у 12 матчах, в яких пропустив 17 м'ячів.
У 2009 році виступав за маріупольський «Портовик», в складі команди став фіналістом кубку Донецької області. Згодом грав у чемпіонаті Луганська з футзалу. З 2011 по 2012 рі виступав у чемпіонаті Луганської області за СК «Зоря» (Луганськ). З листопада 2012 року зайнявся тренерською роботою, тренував воротарів у ДЮФШ «Зоря» (Лкганськ). З 2015 року відновив футбольну кар'єру. Виступав у створеному росіянами та місцевими колаборантами чемпіонаті т. зв. ЛНР за СК «Заря-Сталь» (Луганськ). Потім два сезони відіграв за т.зв. луганський «Спартак».

## Досягнення
- Перша ліга України
  -  Бронзовий призер (1): 1996/97

- Друга ліга України
  -  Чемпіон (1): 1995/96
  -  Срібний призер (1): 2002/03
  -  Бронзовий призер (1): 1994/95

- Аматорський чемпіонат України
  -  Чемпіон (2): 2001, 2006